# Porontima
Porontima eller Porontimäjärvi är en sjö i Finland. Den ligger i kommunen Kuusamo i landskapet Norra Österbotten, i den nordöstra delen av landet, 700 km norr om huvudstaden Helsingfors. Porontima ligger 313 meter över havet. Den är 41,6 meter djup. Arean är 3,06 kvadratkilometer och strandlinjen är 18,12 kilometer lång. Sjön  ingår i Koundaälvens huvudavrinningsområde. 